# Cheilosia sororcula
Cheilosia sororcula är en tvåvingeart som först beskrevs av Samuel Wendell Williston  1891.  Cheilosia sororcula ingår i släktet örtblomflugor, och familjen blomflugor. Inga underarter finns listade i Catalogue of Life.